# Theodore Long
Theodore Robert Rufus "Teddy" Long (Birmingham, 15 de setembro de 1947) é uma personalidade de luta livre profissional aposentado mais conhecido por sua passagem na WWE, onde foi manager, árbitro e figura de autoridade. Long começou sua carreira na National Wrestling Alliance e estreou em 1998 na WWE (na época chamada World Wrestling Federation) como árbitro e em 2003 como manager. Ele também serviu como gerente geral do SmackDown em duas ocasiões e da ECW por uma vez. Foi introduzido no WWE Hall of Fame em 2017.

## Carreira

### National Wrestling Alliance / World Championship Wrestling
Long começou sua carreira como assistente de lutadores como Tommy Rich e Abdullah the Butcher. Eventualmente, Long se tornou parte da equipe, sendo promovido para árbitro na Jim Crockett Promotions da NWA em 1985 como Teddy Long. Em 1989, no Chi-Town Rumble, Long foi o árbitro que tornou Ricky Steamboat o NWA World Champion. Logo depois, Long se tornou um personagem vilanesco, quando passou a manipular as regras das lutas para os vilões. Em 2 de abril de 1989, no Clash of Champions em Nova Orleães, Long fez uma contagem rápida, fazendo Mike Rotunda e Steve Williams derrotar os Road Warriors pelos NWA World Tag Team Championship. Após a luta, a NWA demitiu Long como árbitro. Após ouvir Long falar, Kevin Sullivan e Eddie Gilbert, convenceram Jim Ross a transformar Long em manager, de "Norman The Lunatic".
Long se tornou manager de Doom (Ron Simmons e Butch Reed), os transformando em Campeões Mundiais de Duplas. Ele também foi manager de Johnny B. Badd, One Man Gang, Norman the Lunatic, The Skyscrapers (Sid Vicious, Dan Spivey e Mark Calaway), Marcus Bagwell, 2 Cold Scorpio, Joey Maggs, Craig Pittman, Jim Powers, Bobby Walker, Ice Train e Bobby Eaton enquanto na Jim Crockett Promotions e WCW.

### World Wrestling Federation / Entertainment / WWE (1999—presente)
Long estreou na World Wrestling Federation em 1999 no Royal Rumble como árbitro, ficando até setembro de 2002. Ele foi o árbitro no Over the Edge durante a luta após a morte de Owen Hart: uma luta de duplas entre Jeff Jarrett e Debra e Val Venis e Nicole Bass. Long também foi o árbitro durante a luta onde Darren Drozdov acabou paralisado.
Ele se tornou um manager malvado, sob seu nome completo, assumindo as carreiras de D'Lo Brown, Rodney Mack, Christopher Nowinski, Rosey, Mark Henry e Jazz. Quando transferido para o SmackDown!, se tornou o manager de Mark Jindrak.

#### SmackDown! e rivalidade com Vickie Guerrero (2004—2008)
Após Kurt Angle ser demitido do cargo de Gerente Geral em julho de 2004, Long se tornou o novo e primeiro Gerente Geral negro do SmackDown!. Long imediatamente se tornou um mocinho em sua primeira noite, obrigando Angle a pagar $5000 por não estar com sua roupa de luta. No início, Long usou seu discurso negro menos agressivamente, com humor. Por exemplo, tirou o United States Championship de Booker T por se aproveitar da situação. Long começou uma iniciativa de novos talentos, o que levou a estreia de Bobby Lashley e Mr. Kennedy em 2005 e MVP em 2006, entre outros. A iniciativa continuou na ECW em 2008, com a transferência de Long para o programa, que levou a estreia de Kofi Kingston, Evan Bourne, Braden Walker, Ricky Ortiz, Gavin Spears e Jack Swagger.
Como parte da rivalidade entre Raw e SmackDown!, Long derrotou o então Gerente Geral do Raw Eric Bischoff no Survivor Series 2005 com a ajuda de The Boogeyman.
Theodore Long se desentendeu com Booker T, que se recusava a defender o United States Championship. No No Way Out 2006, Long obrigou Booker a defender o título contra Chris Benoit, ou o perderia.
Após Randy Orton trapacear em uma luta contra Rey Mysterio para conseguir uma luta pelo World Heavyweight Championship de Kurt Angle no WrestleMania 22, Long colocou Mysterio na luta, advertindo Orton de que, se ele desobedecesse, seria retirado da luta.
No Judgment Day de 2006 Long despediu Melina e Johnny Nitro do SmackDown!. Na semana seguinte, JBL teve o mesmo destino ao perder o United States Championship para Bobby Lashley, e depois ser derrotado por Rey Mysterio.
Em abril de 2007, Long se tornou, como parte da história, namorado de Kristal, após semanas de flerte nos bastidores. Long passou a procurar um assistente para que ele pudesse passar mais tempo com Kristal, contratando Vickie Guerrero para o cargo em 25 de maio de 2007. Em 22 de junho, no SmackDown!, Long pediu Kristal em casamento. Ela deixou o ringue chorando, mas aceitou o pedido. Em 27 de junho, Ron Simmons foi nomeado padrinho do casamento, que aconteceu no SmackDown! de 21 de setembro, na cidade natal de Long, Atlanta. Antes que pudesse aceitar o casamento, Long sofreu um ataque cardíaco, entrando em coma. A história nunca terminou, já que Kristal deixou a WWE. Long retornou em 30 de novembro, como assistente da Gerente Geral, marcando para o Armageddon uma luta pelo the World Heavyweight Championship. Ele começou uma rivalidade com Guerrero uma rivalidade pela posição de Gerente Geral, já que ela favorecia seu marido Edge. Em 16 de maio de 2008, Long pediu demissão do cargo.

#### ECW, Retorno ao SmackDown e vária rivalidades (2008—2012)
Em 3 de junho de 2008, na ECW, foi anunciado que Long havia se tornado Gerente Geral do programa em decisão da diretoria da WWE.
Na ECW de 7 de abril de 2009, Long anunciou que estava retornando ao SmackDown! como Gerente Geral, com Tiffany o substituindo na ECW. Ao fazer isso, Long se tornou a primeira pessoa na história a ser Gerente Geral de um programa mais de uma vez. Ele fez seu retorno oficial no SmackDown! de três dias depois, quando anunciou que Matt e Jeff Hardy se enfrentariam na primeira Stretcher match ("luta de macas") na história do SmackDown.
No Breaking Point, Long traiu The Undertaker e ajudou CM Punk a vencer sua luta, emulando o Montreal Screwjob e lembrando Undertaker que seu movimento de submissão, Hell's Gate estava banido. No SmackDown de 18 de setembro, Mr. McMahon instruiu Long a explicar aos fãs suas ações no Breaking Point. Quando deixou o ringue e entrou em sua limusine, Long foi sequestrado pelo motorista, The Undertaker. No SmackDown da semana seguinte, Long foi colocado na arena dentro de um caixão e legalizou o Hell's Gate. Tempo depois, quando se recusou a transferir Shawn Michaels para o SmackDown, Long recebeu um Sweet Chin Music de Michaels.
Ele começou uma rivalidade com Drew McIntyre, que começou quando Jack Swagger se qualificou para a Money in the Bank ladder match no WrestleMania XXVI. No SmackDown de 7 de maio, McIntyre atacou Matt Hardy mesmo após as advertências de Long, que retirou seu Intercontinental Championship e o demitiu. Como resultado, um torneio pelo título ocorreu, com Kofi Kingston se tornando o campeão. No entanto, Long, a mando e McMahon, foi obrigado a recontratar McIntyre e lhe devolver o título. Long também foi obrigado pro McMahon a suspender Matt Hardy, colocando seu emprego em jogo caso Hardy atacasse McIntyre. No SmackDown de 18 de julho, Long foi obrigado, também sob ameaça de demissão, competir em uma luta contra McIntyre. Ele foi obrigado a se deitar e deixar McIntyre lhe derrotar. Na semana seguinte, Long anunciou que o visto de Drew estava vencido e obrigou que seguranças o retirassem da arena.
No SmackDown de 21 de janeiro, Long foi encontrado inconsciente após sofrer uma lesão na cabeça. Ele retornou em 18 de fevereiro, revelando que Vickie Guerrero e Dolph Ziggler o haviam atacado. Ele demitiu Ziggler, demitindo Vickie na semana seguinte.
Em 29 de julho, o COO Triple H nomeou Zack Ryder como assistente de Long. Na semana seguinte, Long se irritou com Ryder ter marcado na semana anterior uma luta 2-contra-1 entre Ezekiel Jackson e Cody Rhodes & Ted DiBiase, obrigando Zack a enfrentar Jackson. Na mesma noite, em um segmento nos bastidores, Long conheceu Aksana, que lhe seduziu. No WrestleMania XXVIII, um time liderado por John Laurinaitis derrotou o time de Long. Assim, Long deixou de ser Gerente Geral do SmackDown.

#### Assistente de John Laurinaitis e Booker T (2012—2014)
Long se tornou assistente de Laurinaitis após deixar de ser Gerente Geral e ter sido ameaçado por Laurinaitis de retirar a bolsa escolar dos netos de Long caso o mesmo não aceitasse, já que a bolsa escola dos netos dele são controlados pelo Gerente Geral da Smackdown. Após a demissão de Laurinaitis, Booker T se tornou o novo Gerente Geral do SmackDown, convidando Long para ser seu Conselheiro Sênior. A partir de abril de 2013, Long assumiu o cargo de Gerente Geral enquanto Booker realizou uma cirurgia.
Long foi liberado do seu contrato com a WWE em 12 de junho de 2014.

## No wrestling
- Lutadores de quem foi manager
  - Johnny B. Badd
  - Rodney Mack
  - One Man Gang
  - Mark Henry
  - Norman the Lunatic
  - Joey Maggs
  - Craig Pittman
  - Jim Powers
  - Ice Train
  - Bobby Eaton
  - Rosey
  - Mark Jindrak

- Duplas e times de que foi manager
  - Doom (Ron Simmons e Butch Reed)
  - The Skyscrapers (Sid Vicious, Dan Spivey e "Mean" Mark Callous)
  - Marcus Bagwell e 2 Cold Scorpio
  - Thuggin' and Buggin' Enterprises (D'Lo Brown, Rodney Mack, Jazz, Christopher Nowinski e Mark Henry)

- Temas de entrada
  - "MacMillitant" por Miestro

## Títulos e prêmios
- Pro Wrestling Illustrated
  - Manager do Ano (1990)

- Wrestling Observer Newsletter
  - Pior Luta do Ano (2005) vs. Eric Bischoff no Survivor Series

- WWE
  - WWE Hall of Fame  (Classe de 2017)